# Macronemus
Macronemus – rodzaj chrząszczy z rodziny kózkowatych.

## Zasięg występowania
Przedstawiciele tego rodzaju występują w Ameryce Płn. i Płd. od Meksyku na płn. po Argentynę na płd.

## Systematyka
Do Macronemus zaliczanych jest 9 gatunków:
- Macronemus analis
- Macronemus antennator
- Macronemus asperulus
- Macronemus fabricii
- Macronemus filicornis
- Macronemus giuglarisi
- Macronemus mimus
- Macronemus rufescens
- Macronemus waxrasapa